# Kikuyu (Ethnie)
Die Kikuyu (Selbstbezeichnung Agĩkũyũ) sind eine bantusprachige ethnische Gruppe im ostafrikanischen Kenia, die etwa acht Millionen Menschen umfasst. Im Vielvölkerstaat Kenia sind sie mit ca. 22 Prozent die größte Bevölkerungsgruppe- In den 1950er Jahren dominierten sie den Unabhängigkeitskampf gegen die britische Kolonialmacht und über viele Jahre hinweg große Bereiche in Wirtschaft und Politik des unabhängigen Kenias, was in den vergangenen Jahrzehnten des Öfteren zu Konflikten geführt hat.

Treffen der Kikuyu-Ältesten. In der Mitte ein Behälter mit traditionellem Bier, dessen Genuss Vorrecht der Alten war

## Geschichte und Gesellschaft bis um 1890

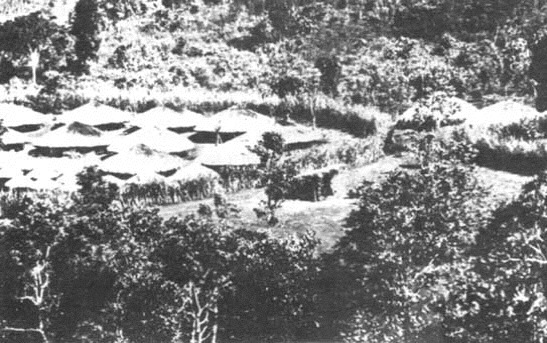
Befestigtes Kikuyu-Dorf in den Nyandarua-Wäldern 1908

Die Ausbreitung der Kikuyu in ihre heutige vornehmliche Heimat im Hochland westlich und südlich des Mount Kenya erfolgte vermutlich ab dem 16. Jahrhundert. Damals wurde ihr Kerngebiet in der Gegend des heutigen Murang’a für die schnell wachsende Gruppe zu eng. Die Kikuyu breiteten sich einerseits gen Norden aus, in das Gebiet um das heutige Nyeri, das äußerst dünn besiedelt war. Hier lebten die Agumba, eine Gruppe kleinwüchsiger Jäger, deren Behausungen Höhlen und Erdlöcher waren. Von ihnen übernahmen die Kikuyu vermutlich das Wissen über Eisenerschließung und -bearbeitung. Über den Verbleib der Agumba ist heute nichts bekannt.
Andererseits wanderten zahlreiche Kikuyu auch in den waldigen Süden in die Richtung um die Ngong-Berge. Dort lebten die Okiek, eine Gruppe von nilotischsprachigen Jägern und Sammlern. Land zu erobern, das rechtmäßig anderen gehörte, war den Kikuyu verboten. Sie gingen davon aus, dass die Ahnengeister der Eroberten weiterhin das Land bewohnen würden und Fruchtbarkeit und Erfolg unter den Eroberern verhindern würden. Aus diesem Grund schlossen sie mit den Okiek komplizierte Kaufverträge ab. Diese Verträge machten sie zu rechtmäßigen Eigentümern des mit Vieh und Ackerfrüchten erworbenen Landes und gleichzeitig zu Verwandten der früheren Eigentümer und deren Ahnengeistern. Die Okiek ihrerseits profitierten von der Kultur und den Technologien der Kikuyubauern, da diese Lebensweise eine leichtere Versorgung der Familien versprach als das Jagen und Sammeln von Waldfrüchten, Honig und essbaren Wurzeln. Im Laufe der folgenden Jahrzehnte übernahmen die meisten Okiek die Lebensweise der Kikuyu und vermischten sich mit ihnen.

### Politische Struktur
Unter den Kikuyu gab es kein zentrales politisches Oberhaupt. Die politische Struktur war nach dem Prinzip der Seniorität aufgebaut. Damit lag die politische Autorität in den Händen der kĩama, der Ältestenräte. Die Räte ernannten einen Sprecher, der über mehr Ansehen und Respekt verfügte, formell jedoch nicht mehr Macht hatte als jedes andere Mitglied des Rates.
Diese Räte funktionierten dezentral. Der kĩama auf der untersten Ebene stand dem mbarĩ vor, einem erweiterten Familienverband, der als Abstammungsgruppe verstanden wurde. Ihm gehörten die Nachkommen von 5 bis 6 Generationen an sowie zugezogene Landpächter und Arbeiter. Der mũramati stellte als Person das Oberhaupt über den mbarĩ dar. Ihm oblag vor allem die Aufgabe, Land zuzuteilen und zu verwalten. Auch der mũramati unterstand jedoch dem kĩama, dem Ältestenrat.
Für bestimmte Zeremonien wie die Beschneidung, zum Zweck der Verteidigung oder des Handels schlossen sich benachbarte mbarĩ über eine gewisse Zeitspanne zu mĩaka zusammen. Verschiedene mĩaka wiederum verbündeten sich gelegentlich zu bũrũri. Die Kikuyu sahen ihre Identität jedoch eher an einen mbarĩ oder auch an die lokale Gemeinschaft gebunden als an die Gruppe der Kikuyu insgesamt.
Über alle kleinen Einheiten hinweg verband die Kikuyu das Prinzip der Altersgruppen. Die Altersgruppen verhinderten, dass sich die einzelnen Nachbarschaften als Gruppen isolierten. Jeweils alle jungen Männer und alle jungen Frauen, die unter den Kikuyu im gleichen Jahr beschnitten wurden, waren in einer riika, einer Altersgruppe, lebenslang miteinander verbunden, unabhängig von Clan oder Abstammungsgruppe. Diese Verbindung war besonders eng. Sie bildete die Basis für gegenseitige Unterstützung bei der Arbeit und Tanzgruppen, aber auch für formelle Angelegenheiten wie militärische Formationen und juristische Vorgänge.

### Religion

Einer der heiligen Feigenbäume (mũgumo), in dem sich die Gegenwart Ngais repräsentierte.

Die Religion der Kikuyu bis zum Beginn der Missionierung kann in zwei Sphären geteilt werden. Die höchste übergeordnete Macht wurde, wie auch bei den benachbarten Kamba oder Massai, Ngai genannt. Ngai war nach der Vorstellung der Kikuyu der Schöpfer der Welt und nicht nur Gott der Kikuyu, sondern aller Menschen. Allerdings unterhielt er zu den Kikuyu eine besondere Beziehung. Daher war der Mount Kenya bzw. Kĩrĩ-Nyaga („strahlender Berg“) neben anderen Bergen im Kikuyu-Gebiet Ngais bevorzugter Wohnsitz, sonst wohnte er im Himmel. Er konnte sich auch in Feigenbäumen oder in Naturphänomenen zeigen.
Die zeremonielle Anrede Ngaio lautete: mwene-nyaga. Die arathi („hellsichtige und hellhörige Männer“) fungierten als Medien zwischen Ngai und den Menschen, sie übermittelten Ngais Botschaften, teilweise gegen Bezahlung. Ein mũrathi (Singular von arathi) konnte jedoch nicht mit einem mũndũ mũgo (Medizinmann und Zauberer) gleichgesetzt werden, der Rituale, Heilungen und Gerichtsverfahren leitete. Um Regen zu erbitten, brachte ein Mũrathi gemeinsam mit den Dorfältesten ein Opfer – ein Schaf oder eine Ziege – dar, um Ngai zu besänftigen. Die religiösen Würdenträger verfügten durch ihre enge Bindung zu Ngai über beträchtlichen politischen Einfluss. Ohne sie wurde keine Entscheidung innerhalb der Ältestenräte gefasst.
Die zweite religiöse (und eng mit der ersten verbundene) Sphäre war die Beziehung zu den Ahnen. Wie in Afrika südlich der Sahara sehr verbreitet, kommunizierten auch die Kikuyu mit ihren Ahnen. Die Verstorbenen wurden nicht als tot angesehen, sondern als Lebende in einem anderen Zustand, die weiterhin am diesseitigen Leben teilnahmen. Missachtete Ahnen konnten Leid und Unglück über die Lebenden bringen, geachtete dagegen für Wohlstand und Zufriedenheit sorgen. In der Regel wurden die Verstorbenen in den Wald gebracht, wo sie von wilden Tieren gefressen wurden. Gründer von mbarĩ oder andere verdiente Mitglieder der Gemeinschaft wurden hingegen auf dem Land der Familie bestattet und gingen damit in die Erde ein. Der Brauch, etwas Bier vor dem Genuss auf den Boden zu schütten oder Lebensmittel an bestimmten Orten zu platzieren, dient dazu, die Ahnen an Mahlzeiten teilhaben zu lassen. Die Ahnen waren vor allem für Belange auf der Ebene der Familienverbände zuständig.
Ngai hingegen wurde nur angerufen, wenn Gefahren für alle oder viele Kikuyu drohten, wie etwa bevorstehende Konflikte mit benachbarten Völkern oder bedeutende Konflikte innerhalb der Kikuyu, bei Dürren oder Epidemien. Auch bei gemeinsamen Zeremonien, wie Beschneidung, Hochzeit und Bestattung, bat man um Ngais Segen. Ein Mensch allein galt als zu gering, um Ngai seine persönlichen Sorgen vorzutragen.

### Beziehungen zu den Nachbargruppen

Kikuyukrieger um 1902

Obwohl es immer wieder zu kriegerischen Auseinandersetzungen mit Nachbarn, den Kamba, Okiek und Massai, kam, waren die Beziehungen zugleich auch freundlich und von Zweckmäßigkeit bestimmt. Besonders in den Grenzgebieten kam es häufig zu Heiraten zwischen den Gruppen. Auch der Raub von Mädchen führte zu verwandtschaftlichen Beziehungen, die von den Frauen in fortgeschrittenem Alter gepflegt wurden. Die Bewohner einer Region verbündeten sich auch über ethnische und sprachliche Grenzen hinweg gegenüber einem gemeinsamen Feind. Zu den Massai hatten die Kikuyu besonders enge Beziehungen. Sie tauschten Kinder untereinander aus und verbanden Familien durch Heirat. Es war auch möglich, als Massai zum Kikuyu zu „konvertieren“ und umgekehrt. Vermutlich übernahmen die Kikuyu auch viele Elemente der Kriegerkultur von den nilotischsprachigen Massai. Die Krieger führten die gleichen Waffen mit sich, kleideten sich ähnlich, hatten sehr ähnliche Formen des Körperschmucks und die Kulttänze glichen sich.
Darüber hinaus pflegten die Kikuyu rege Handelskontakte mit ihren Nachbarn, insbesondere mit Massai, Okiek, Meru, Embu und Kamba. Da die Kikuyu ein sehr fruchtbares Gebiet bewohnten, produzierten sie reiche Lebensmittelüberschüsse, die sie mit den Nachbargruppen gegen Rinder und andere Waren tauschten. Dafür unternahmen sie längere Handelsreisen, die oft von älteren Frauen organisiert wurden, die unter dem Schutz eines Handelsfrieden standen. Nicht selten handelte es sich dabei um Frauen, die aus dem bereisten Gebiet stammten und durch Heirat oder Raub zu den Kikuyu gekommen waren. Die Kikuyu verkauften Felle und Häute, Töpferwaren, Tabak und Honig, vor allem aber Elfenbein und Lebensmittel. Umgekehrt handelten sie von den Massai Lederumhänge, Kaurimuscheln, Kupfer- und Messingdraht ein, von den Kamba und Okiek Salz, Wildfleisch und Felle wilder Tiere.

## Kolonialzeit
Als die ersten Europäer gegen Ende des 19. Jahrhunderts die Gegend bereisten, priesen sie die dichtbesiedelten und mit ertragreichen Feldern und Gärten bebauten Ländereien. Zwischen den Ebenen, die die über Jahrhunderte mit den Kikuyu in Feindschaft lebenden Massai bewohnten, und dem eigenen Wohngebiet hatten die Kikuyu einen ein bis drei Meilen breiten Waldstreifen stehen lassen, der zum Schutz und zur Verteidigung diente. Hinter und auch auf diesem Waldstreifen waren befestigte Dörfer der Kikuyu, die Raubzüge der Massai erschwerten.
Als die britische Verwaltung 1902 jedoch die ersten Landenteignungen im Kikuyu-Gebiet vornahm, hatten vier schwerwiegende Katastrophen die Lebensverhältnisse unter den Kikuyu entscheidend verändert. Eine Blatternepidemie mit einer geschätzten Sterberate von 20 bis 50 % hatte die Gebiete entvölkert, die Rinderpest hatte die Viehbestände drastisch dezimiert, eine Dürre und eine Heuschreckeninvasion führten zu einer verheerenden Hungersnot.
Die Briten gingen bei dem von ihnen besetzten Landstrich vermutlich von unbewohnten Gegenden aus. Das hatte weitreichende Folgen für die Zukunft der kenianischen Gesellschaft.
Im Zuge der Aufteilung Afrikas unter den europäischen Großmächten am Ende des 19. Jahrhunderts vereinbarte Großbritannien mit Deutschland auch die Aufteilung Ostafrikas. Der Süden, später Tanganjika genannt, wurde Deutschland zugesprochen, während sich das Königreich den Norden und den Zugang zu den kurz zuvor entdeckten Nilquellen am Victoria-See sicherte. Die Imperial British East Africa Company (IBEA) erhielt das Recht, das Gebiet, das später Kenia genannt wurde, administrativ zu verwalten. 1896 begann von Mombasa aus der Bau der Bahnlinie nach Port Florence am Victoria-See, die 1902 vollendet wurde. Mit zwei Dampfern auf dem See war somit eine Verkehrsverbindung zwischen der fruchtbaren und reichen Kolonie Uganda und der ostafrikanischen Küste geschaffen.

### Koloniale Verwaltung
Das Kikuyu-Gebiet lag auf der Strecke zwischen der Küste und dem Victoria-See und war ein bedeutender Versorgungsort für durchziehende Karawanen. Für die IBEA war es daher wichtig, gute Beziehungen zu den Kikuyu zu unterhalten, solange die Eisenbahnlinie nicht errichtet war. Die Kikuyu ihrerseits hatten unterschiedliche Interessen. Während es einerseits Oberhäupter gab, die gegen Verwaltungsposten auf ihrem Gebiet kämpften, Karawanen angriffen und Kuriere ermordeten, verbündete sich ein anderer Chief, Kinyanjui, mit den europäischen Eindringlingen. Insbesondere in den Konflikten mit den Massai erhoffte er sich Schutz und Hilfe von den gut bewaffneten Briten. Nach der Niederschlagung des Kikuyu-Widerstandes, in dem sich Kinyanjui mit den Europäern verbündet hatte, wurde er daher von ihnen zum Paramount Chief ernannt, dem zentralen Oberhaupt der Kikuyu im Protektorat Kenia. Damit schuf die britische Kolonialmacht eine politische Position, die es zuvor unter den dezentral organisierten Kikuyu nicht gegeben hatte.
Im Kikuyu-Gebiet entstand die neue Hauptstadt des Protektorates, Nairobi. Von hier aus wurde Kenia verwaltet. Nairobi lag damit auf dem Gebiet der Kikuyu. Auch deswegen waren die Kikuyu am stärksten und frühesten von den Veränderungen durch die Kolonialmacht betroffen. Zum einen wurden Verwaltungsposten auf dem Gebiet der Kikuyu geschaffen, die für die Eintreibung der Steuern sorgte. Zum anderen wurden große Teile ihres Siedlungsgebietes zu „White Highlands“, also zu europäischen Siedlungsgebieten, erklärt und die dort lebenden Kikuyu landlos. Sie lebten damit als enteignete „Squatter“ auf Farmen, die an europäische und südafrikanische Siedler verkauft wurden, und wurden verpflichtet, eine bestimmte Zahl an Tagen auf dem fremden Land zu arbeiten. Afrikaner durften nur noch Land in den neu eingerichteten Reservaten besitzen.

### Mission und Christianisierung

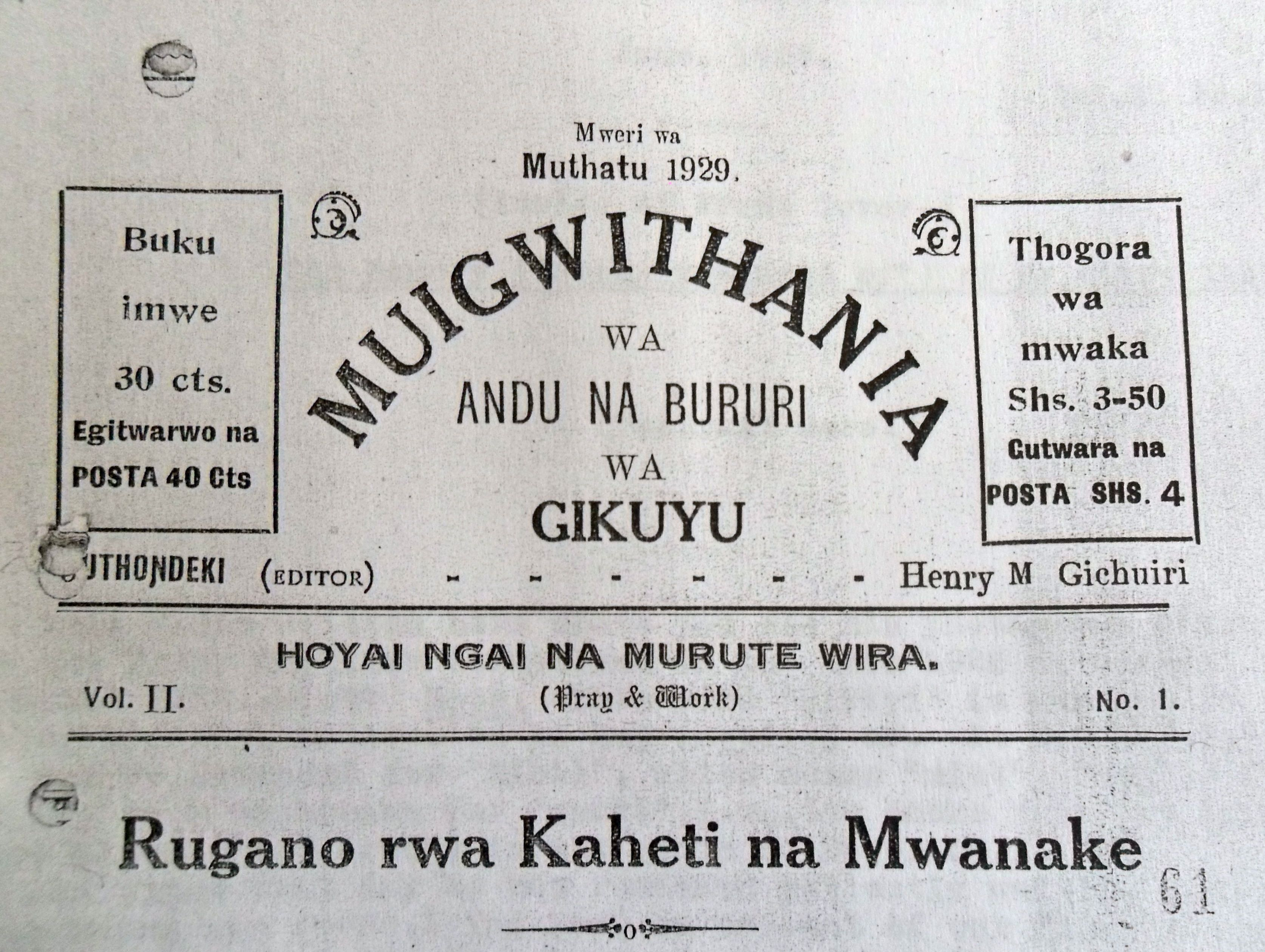
Die erste Seite einer Ausgabe der Muigwithania. Es war die erste kikuyusprachige Zeitschrift in Kenia, einer ihrer Hauptautoren war Jomo Kenyatta.

Darüber hinaus wurden in ihrem Gebiet zahllose Missionsstationen verschiedener Missionsgesellschaften errichtet. Mit ihnen entstand eine Reihe von Schulen. Die Christianisierung der Kikuyu schritt dadurch schnell fort. 1929 kam es zum Konflikt zwischen christlichen Kikuyu und schottischen Missionaren über die Beschneidung von Mädchen. Die Mission der Church of Scotland verbot den Schulbesuch von Kindern, deren Eltern die Beschneidung unterstützten oder selbst aktiv an dem Ritual teilnahmen. Später lockerte sie das Verbot zwar, doch hatten sich große Teile der missionierten Kikuyu bereits von der Mission abgewandt. Sie gründeten eigene Kirchen und Schulen, für die sie ein eigenes Curriculum entwarfen und in denen Beschneidung von Mädchen ebenso wie Polygynie erlaubt waren. Die Kikuyu bildeten bald auch eigene Priester aus, die sie zu Beginn von einem südafrikanischen schwarzen Priester weihen ließen. Damit waren sie von den Missionen vollständig unabhängig. Bis zum Ende der Kolonialzeit bildeten die Kirchen und Schulen dieser Kikuyu einen wichtigen Raum der Eigenständigkeit für ihre Ethnie.

### Mau-Mau
Der Mau-Mau-Krieg, der in den 1950er Jahren die koloniale Herrschaft in Kenia erschütterte und schließlich zur Unabhängigkeit führte, wurde in erster Linie von Kikuyu getragen.
Gegen Ende der Kolonialzeit, als die erste Volkszählung in Kenia stattfand, umfasste der Bevölkerungsanteil der Kikuyu in Kenia mit ca. 1,5 Millionen etwa 20 Prozent und war damit größer als der der anderen großen ethnischen Gruppen Kamba, Luhya und Luo, die jeweils ca. eine Million Menschen zählten.

## Unabhängigkeit

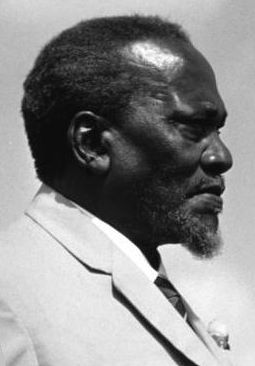
Jomo Kenyatta, Gründungsvater Kenias

Nach der Unabhängigkeit übernahm die neue afrikanische Elite wesentliche Teile dieses Großgrundbesitzes und verteilte ihn nicht an die Landlosen zurück. Stattdessen wurden sie vom selbst den Kikuyu zugehörigen Präsidenten Kenyatta in den damals schwächer besiedelte Gegenden im Rift Valley und anderen Teilen Kenias angesiedelt, wo man ihnen Regierungsland oder die dort gelegenen weniger begehrten ehemaligen europäischen Großfarmen zuteilte.
Daher finden sich heute viele Siedlungen der Kikuyu außerhalb ihres traditionellen Gebietes. Dieser Umstand machte sie in den stark ethnisch polarisierten Wahlen der Mehrparteienzeit mehrfach zum Ziel von Ausschreitungen, so zum Beispiel 1992 und 2007. Deshalb gibt es heute Zehntausende von Kikuyu, die als vertriebene Inlandsflüchtlinge in Notsiedlungen ihr Leben fristen.

## Sprachen
Die Sprache wird wie das Volk der Kikuyu als Kikuyu bezeichnet. Es handelt sich dabei um eine Bantusprache. Wie Jomo Kenyatta in seinem Buch Facing Mount Kenya geschrieben hat, lautet eine passendere Bezeichnung Gĩkũyũ, weshalb der Untertitel des Buches The Traditional Life of the Gikuyu lautet. In Kenia jedoch ist die swahilisierte Schreibweise Kikuyu üblich.
Neben Kikuyu beherrschen die meisten Angehörigen des Volkes Kikuyu auch Swahili, das sich als Umgangssprache weithin durchgesetzt hat und an den Schulen unterrichtet wird, sowie Englisch, das in höheren Schulen Unterrichtssprache und darüber hinaus Verwaltungssprache Kenias ist.

## Kikuyu heute

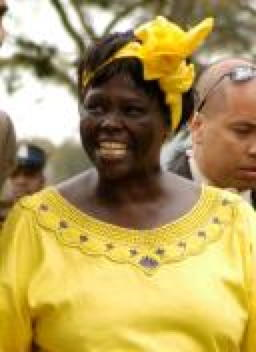
Die kenianische Umweltaktivistin Wangari Maathai

Die meisten Angehörigen des Volkes der Kikuyu wohnen im Hochland Kenias und betreiben Ackerbau oder entsprechendes Handwerk. Der erste Präsident Kenias Jomo Kenyatta, sein von April 2013 bis 2022 als vierter Präsident Kenias amtierender Sohn Uhuru Kenyatta, die Friedensnobelpreisträgerin Wangari Muta Maathai und die Schriftsteller Ngũgĩ wa Thiong’o und Meja Mwangi gehören diesem Volk an. Bis jetzt dominieren Kikuyu die Politik und – neben Indern – die Wirtschaft Kenias.

## Ethnographie der Kikuyu
Der spätere Präsident Jomo Kenyatta, ein Kikuyu, studierte in den 1930er Jahren an der berühmten London School of Economics bei Bronislaw Malinowski Anthropologie und schrieb seine wissenschaftliche Abschlussarbeit über die Kikuyu. 1938 erschien die erste Ethnographie der Kikuyu, das Buch Facing Mount Kenya, in dem Kenyatta über Geschichte und Ursprungslegende seines Volkes berichtet und die Mythen und Sitten der Kikuyu beschreibt.
Fast zeitgleich schrieb der britische Missionarssohn Louis Seymour Bazett Leakey, der in Kenia aufgewachsen war, fließend Kikuyu sprach und 13-jährig in eine Beschneidungsgruppe der Kikuyu aufgenommen worden war, ebenfalls an einer umfangreichen Ethnographie, die jedoch erst nach seinem Tod veröffentlicht wurde.
Beide Arbeiten standen in enger Beziehung zu ihrer Entstehungszeit. Insbesondere Kenyatta, der Vertreter in der Landkommission gewesen war, die für die Rückgabe von Land an die Kikuyu gekämpft hatte, stellte die Kikuyu unter diesem Gesichtspunkt dar. Er sah sie als eine in sich geschlossene, harmonische Gemeinschaft, die das Land gerecht und gemeinsam verwaltete. Auch beschränkte er sich in seinem Buch auf eine einzige Schöpfungsgeschichte, die darauf hindeutet, dass das von den Kikuyu bewohnte Land rechtmäßig und ausschließlich ihnen gehört hatte, bis die britische Kolonialverwaltung es enteignet hatte. Andere Ursprungslegenden, beispielsweise die, dass die Okiek, Massai und Kikuyu von jeweils einem Bruder abstammen, sie also alle eine gemeinsame Herkunft haben, erzählte Kenyatta nicht. Kenyatta bestätigte damit die europäische Sicht auf die Kikuyu als einen Stamm, der harmonisch eine Sprache, eine Religion, gemeinsame Bräuche und Sitte und eine gemeinsame Kultur teilte. Da Kenyatta auch keine historischen Entwicklungen erzählte, stellten sich die Kikuyu als Stamm dar, der schon immer so gewesen sei, ohne dass er sich jemals verändert hätte. Tatsächlich hatte die Gesellschaft der Kikuyu so jedoch nie existiert, sie hatte sich stets verändert, hatte neue Siedlungsgebiete bezogen und in engem Kontakt und Austausch mit anderen Gruppen gelebt.
Schöpfungsgeschichte der Kikuyu nach Jomo Kenyatta
Die hauptsächlich mündliche Überlieferung der Geschichte der Kikuyu erklärt die Herkunft des Volkes so: Die Kikuyu stammen von dem Urvater Gĩkũyũ ab. Ihm wurde von Ngai die Urmutter Mũmbi zugewiesen, nachdem er ihn zu sich auf den Kĩrĩ-Nyaga bzw. Mount Kenya gerufen hatte. Danach gebar Mũmbi („die erste Frau“) neun Töchter, nämlich Wacera („sie wandert“), Wagacikũ, Wairimũ, Wambũi („Sängerin“), Wangarĩ („Leopard“), Wanjirũ, Wangũi, Waithaga und Waitherandũ. Sie sind die Mütter der neun Klane der Kikuyu. Diese Mütter bestimmten zunächst über ihre Klane. Danach dachten ihre Männer gemeinsam darüber nach, wie sie es erreichen könnten, anstelle ihrer Frauen über ihre Klane zu bestimmen. Deshalb haben sie zu einer vorher bestimmten Zeit gleichzeitig ihre Frauen geschwängert und sich kurz vor den Geburten ihre wehrlosen Frauen unterworfen.